# Heterotropus nigrithorax
Heterotropus nigrithorax är en tvåvingeart som beskrevs av Francois 1969. Heterotropus nigrithorax ingår i släktet Heterotropus och familjen svävflugor.
Artens utbredningsområde är Spanien. Inga underarter finns listade i Catalogue of Life.